# Стариков, Владимир Васильевич
Владимир Васильевич Стариков (1934—1998) — советский и российский инженер-конструктор, специалист в области разработки ядерных зарядов. Лауреат Государственной премии СССР (1989) и Премии Правительства Российской Федерации в области науки и техники (1999: посмертно).

## Биография
Родился 11 ноября 1934 года в городе Усолье, Пермской области.
В 1955 году окончил Кунгурский нефтяной техникум. С 1960 года после окончания  Уральского политехнического института по специальности «технология машиностроения, металлорежущие станки и инструменты»,  работал в системе МСМ СССР. С 1960 года направлен в закрытый город Челябинск-70 во Всесоюзный научно-исследовательский институт технической физики с назначением инженер-конструктором. 
С 1976 года — руководитель конструкторской группы, с 1989 по 1999 годы — ведущий инженер-конструктор ВНИИТФ, внёс большой вклад в разработку конструкций первичных узлов ядерных зарядов, часть из которых передана в серийное производство, участвовал в разработке ряда технологий и материалов, применяемых в производстве ядерных зарядов и внёс значительный вклад в работы по утилизации делящихся материалов, созданию и внедрению новых композиционных материалов, используемых при их упаковке.
Умер 2 апреля 1998 года в городе Снежинске.

## Награды
- Государственная премия СССР (1989 — «За комплекс экспериментальных работ по обеспечению физико-механических свойств спецматериалов»)
- Премия Правительства Российской Федерации в области науки и техники (1999:  посмертно — «За создание и внедрение новых композиционных материалов»)